# 화이트 헬멧: 시리아 민방위대
화이트 헬멧: 시리아 민방위대(WHITE HELMETS)는 영국에서 제작된 올란도 폰 아인지델 감독의 2016년 단편 다큐멘터리 영화이다. 조안나 나타세가라 등이 제작에 참여하였다. 제89회 아카데미상에서 아카데미 단편 다큐멘터리상을 수상했다.

## 캐스팅
- Khalid Farah
- Mohammed Farah
- Abu Omar
- Raed Saleh

## 제작진
- 제작총괄: 애덤 델 디오
- 제작총괄: 리사 니시무라
- 제작총괄: 제이슨  스핑간-코프